# Auflieger (Schifffahrt)

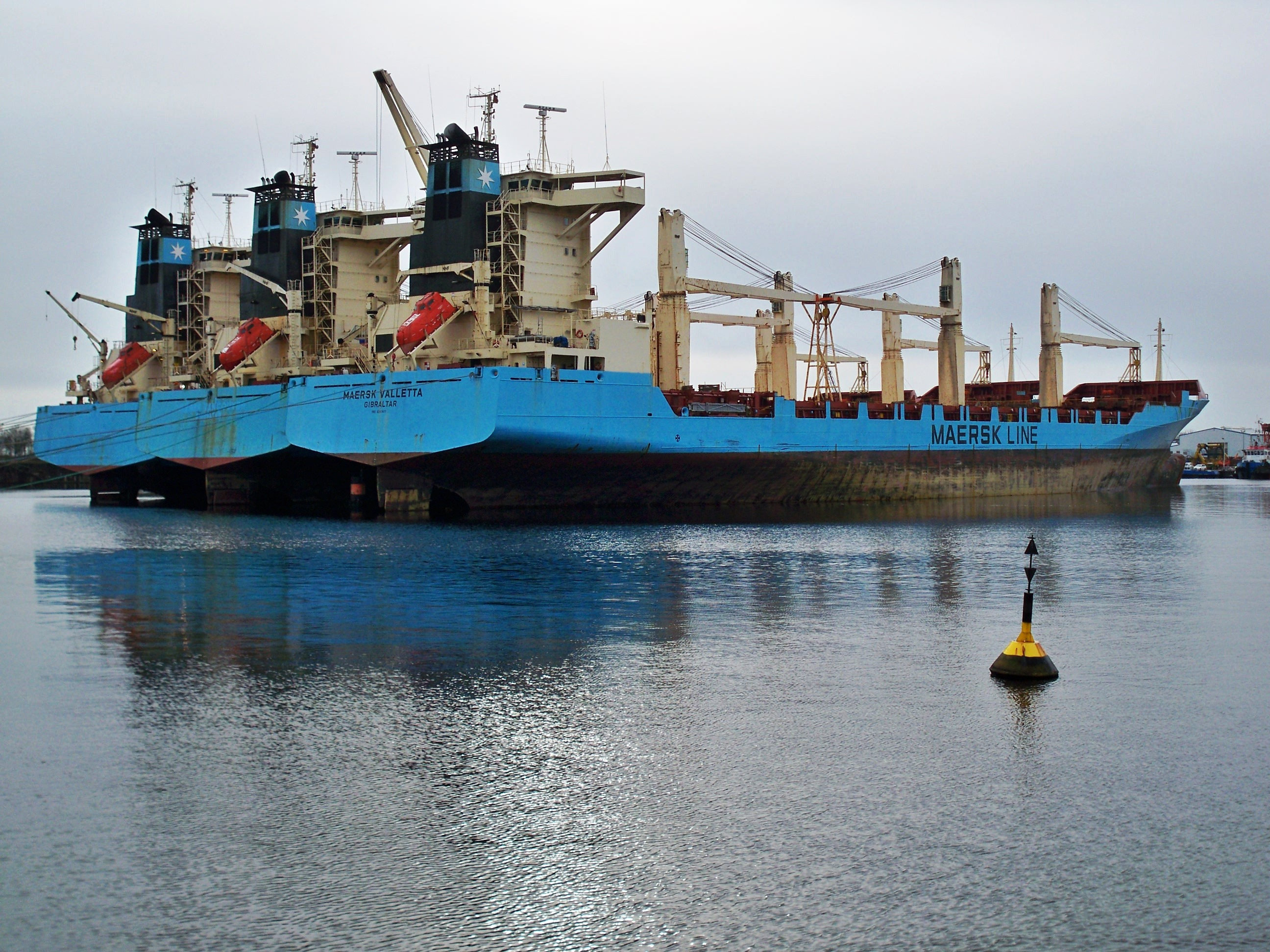
Aufgelegte Containerschiffe in Wilhelmshaven im Jahr 2014

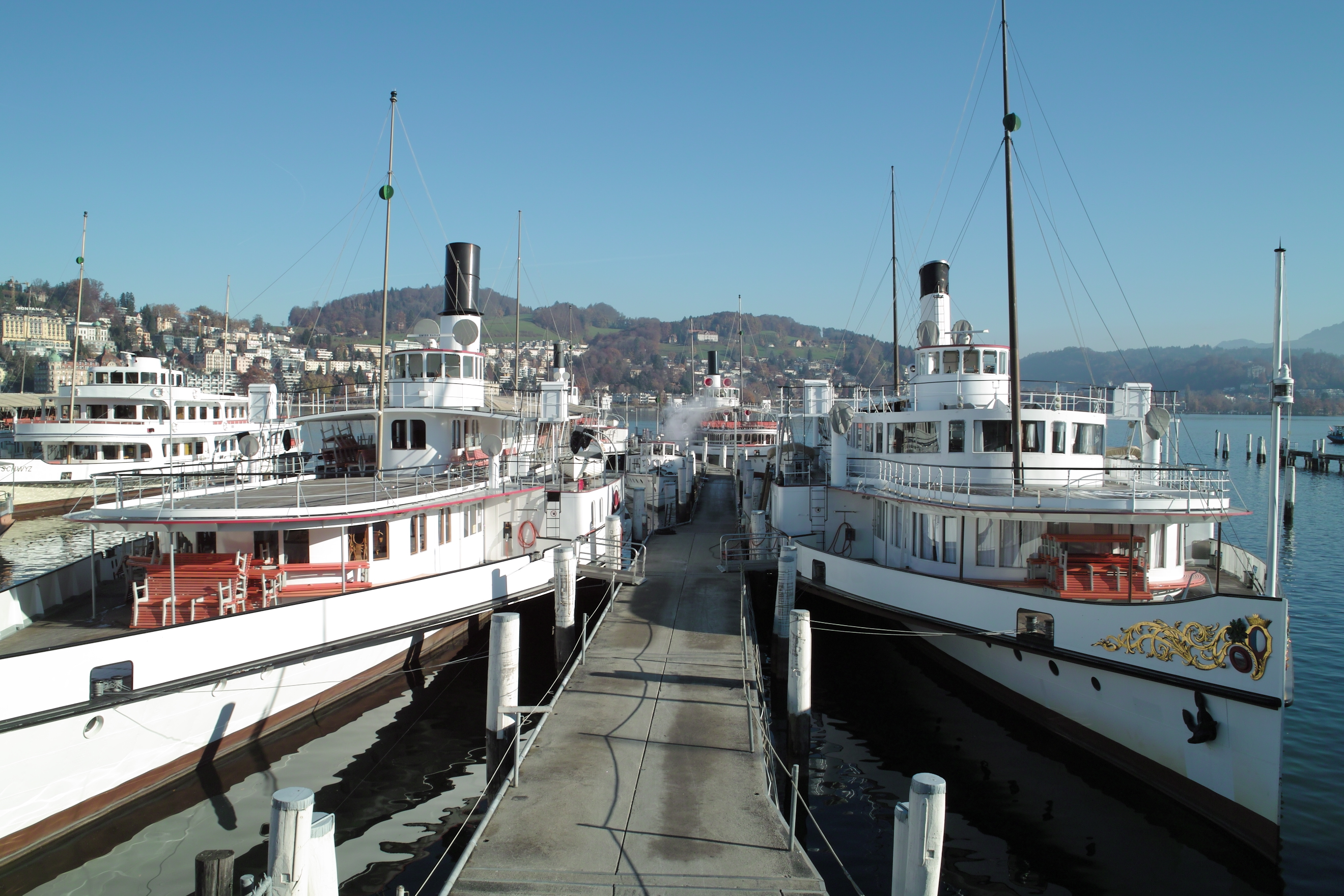
Im Winter aufgelegte Raddampfer in Luzern

Als Auflieger bezeichnet man ein Schiff, das zeitweise außer Betrieb genommen wird.

## Handelsschiffe
Handelsschiffe werden insbesondere aus wirtschaftlichen Gründen aufgelegt, wenn dem Angebot an Schiffsraum über einen längeren Zeitraum keine ausreichende Nachfrage gegenübersteht, um kostendeckende Frachtraten zu erzielen. Das Auflegen eines Schiffes kann dann eine wirtschaftliche Möglichkeit sein, ein zeitweilig nicht benötigtes Schiff in der Flotte zu halten.
Das Auflegen kann kurzzeitig sein oder mehrere Jahre dauern. Je nach voraussichtlicher Dauer wird die gesamte Besatzung an Bord belassen oder bis auf ein vorgeschriebenes Minimum reduziert. Im Hamburger Hafen sind z. B. mindestens vier Besatzungsmitglieder an Bord zu belassen, darunter mindestens ein nautischer Offizier und ein Schiffsingenieur. Bleibt das Schiff während des Aufliegens betriebsfähig, spricht man vom warmen Aufliegen, wird die Maschinenanlage dagegen komplett außer Betrieb gesetzt, vom kalten Aufliegen. Bei längerfristigen Aufliegezeiten wird zum Teil auch der Antrieb (in der Regel also die Maschine) entfernt (siehe Hulk). Schiffe, die mehrere Jahre aufgelegen haben, werden oft nicht wieder in Betrieb genommen und abgewrackt.
Häfen, in denen Auflieger liegen, profitieren zwar von den Liegegebühren, allerdings sind diese niedriger als bei Schiffen, die Waren umschlagen. Je nach Liegeplatz sind Auflagen der zuständigen Behörden einzuhalten. Ab einer gewissen Mindestdauer der Aufliegezeit sind die Versicherungen zu einer Prämienreduzierung bereit.
In Deutschland wurde die Geltinger Bucht während der Ölkrise von 1975 bis 1979 als Reede für Auflieger bekannt, da hier bis zu 14 Supertanker vor Anker lagen.

## Kriegsschiffe

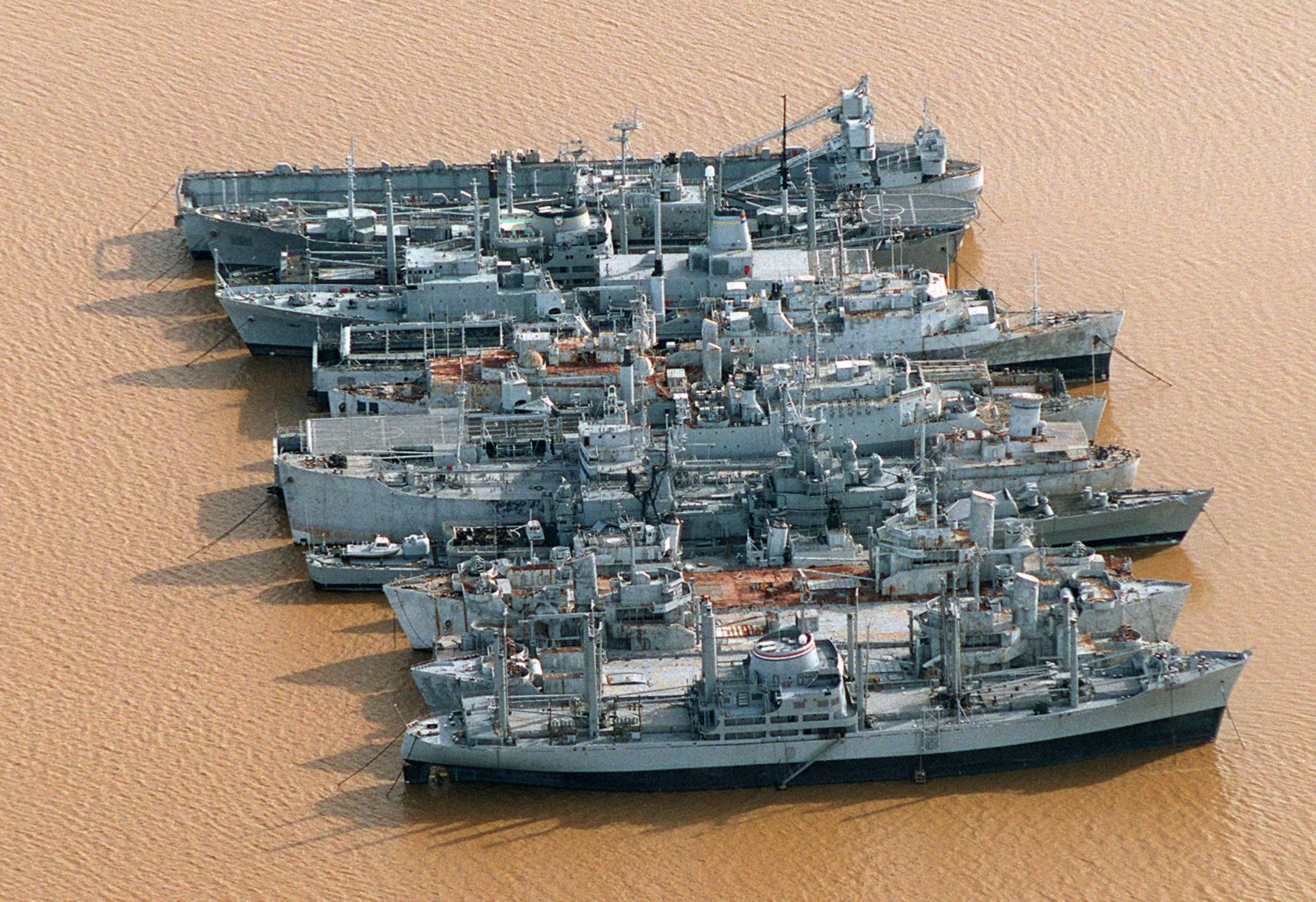
Aufgelegte Kriegsschiffe im James River, Virginia, USA

Kriegsschiffe werden ebenfalls aufgelegt, wenn sie in Friedenszeiten nicht benötigt werden. Sie werden in Teilen konserviert und können im Bedarfsfall relativ schnell wieder in die aktive Flotte integriert werden. Diese außer Dienst gestellten Schiffe bilden die Reserveflotte. Bei der Bundesmarine gab es dafür von 1969 bis 1976 die Reserveflottille.
Vom Auflegen spricht man auch, wenn ein Kriegsschiff bereits endgültig außer Dienst gestellt ist, es aber noch als Ersatzteilspender für die verbleibenden Einheiten der Schiffsklasse benötigt wird. Bei der Deutschen Marine werden diese Einheiten bis zu ihrem Verkauf durch die Vebeg im Marinearsenal aufgelegt.